# Aux sources de l'orientalisme : la Bibliothèque orientale de Barthélemi d'Herbelot
Aux sources de l'orientalisme : la Bibliothèque orientale de Barthélemi d'Herbelot est une analyse par Henry Laurens de la Bibliothèque orientale de Barthélemi d'Herbelot, ce dictionnaire historique, géographique, bibliographique, religieux et culturel paru en 1697 que Laurens place d'emblée  comme le précurseur des grandes compilations de données érudites sur les civilisations musulmanes dans la lignée qui va jusqu'à l'actuelle Encyclopédie de l’Islam. Bartélémi d'Herbelot y est décrit comme une figure de l'humaniste érudit catholique, et, de ce point de vue, comme un archétype intellectuel du XVIIe siècle

## Une critique textuelle du dictionnaire

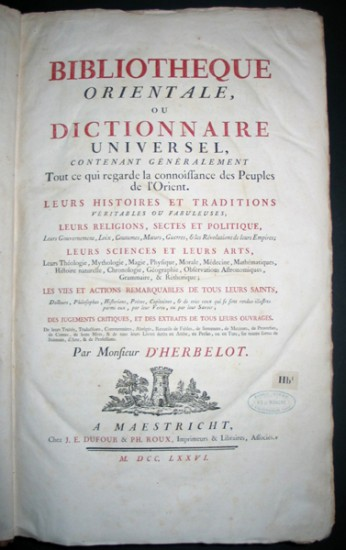
Barthélemy d'Herbelot de Molainville 01

### Un classement thématique des articles à la base de l'analyse
Laurens s'engage dans une critique textuelle poussée, avec des méthodes quantitatives proche de la critique structurale en vogue à l'époque. On est ainsi rapidement lancés dans un classement thématique des articles qui sert de foundation à l'architecture de sa critique. 8 catégories d'articles sont ainsi dégagées:
- Bibliographie – titre : succincts et nombreux
- Bibliographie – auteur : également succincts et nombreux
- Culture : longs, élaborés à partir de plusieurs sources.
- Linguistique : courts ; les termes techniques esquissant une ébauche de dictionnaire français - arabe
- Civilisation : courts
- Religion : Islam = « un des centres d’intérêt les plus fondamentaux » [p. 41] de Bartelemi d'Herbelot, qui s'inspire du Coran, des interprètes du Coran et des Histoires universelles.
- Histoire : longs et parfois confus dans les faits.
- Géographie : souvent factuels.

La moitié de l'ouvrage de Laurens (les parties 3, 4, 5 et 6) analyse alors la prédominance des thèmes et les particularités de leur traitement. Deux conclusions originales s'imposent alors: Il y a d'une part le foisonnement d'articles que Laurens classe dans la catégorie des "Belles Lettres": les notices de géographie, par exemple, donnent idée de l'immensité du domaine qui s'ouvre au lecteur; mais, recopiées à partir de sources livresques, elles n'offrent qu'un intérêt limité au savant, qui trouvera plus d'utilité dans la lecture des récits de voyage; ainsi le public de réception se définit partiellement: un lecteur "littéraire" à la curiosité aiguillonnée par l'orientalisme; le même lecteur que celui des Mille et Une Nuits de Galland.  L'autre tendance majeure de  Barthélemi  d'Herbelot qui se dégage est son goût pour le sujet de l'islam, auquel est consacrée toute la partie 6. L'islam est le seul thème qui échappe à la réécriture neutre et factuelle du recenseur érudit et où  d'Herbelot émet des jugements de valeur par lesquels les débats sur le traitement de la religion dans une contre-reforme éclairée ressurgissent.

### Comparatismes
Cet aspect méthodologique prononcé, visant à établir des conclusions simples sur un matériau divers, se retrouve dans le traitement statistique des références de d'Herbelot. Partant du constat de l'utilisation souvent orpheline des références chez d'Herbelot (175 des 180 auteurs cités sont utilisés moins de cinq fois), il   dresse une liste des auteurs par ordre décroissant de fréquence d'utilisation. Les conclusions sont cependant moins probantes que celles du classement thématique, sinon qu'elles soulignent la prédominance des auteurs persans parmi les références les plus fréquentes, ce qui nous ramène a la genèse de la Bibliothèque orientale, constituée à partir des manuscrits généralement persans légués par le Grand-Duc de Toscane.
Les autres parties regroupent d'autres points-de-vue, plus convenus au niveau méthodologique. C'est dans la partie 1 que sont concentrées les remarques sur les circonstances biographiques (plus qu'historiques) de la rédaction de la Bibliothèque orientale. Elles éclairent les liens étroits de Bartelemi d'Herbelot avec les milieux politiques patronnant l'orientalisme naissant. En rappelant que la Bibliothèque devait être écrite en arabe à l'origine, Laurens insiste à nouveau sur l'aspect esthétique de cette œuvre de Belles-Lettres, par-delà son aspect d'usuel. La publication en français concurremment au latin assure, quant à elle, le succès populaire.
Les parties 2, 7 et 8 analysent le paratexte et comparent les visées de la Bibliothèque orientale et de sa préface par Galland qui se donne comme un manifeste de l'orientalisme, les observations de Visdelou qui jugent avec sa hauteur de sinologue l'apport global de la civilisation arabo-musulmane, et les additions de Schultens et de Reiske qui démontrent qu'au XVIIIe siècle, on jugeait encore la Bibliothèque orientale actuelle, puisque sa critique ultérieure, comme nous l'avons montré dans l'introduction, passait alors par l'addition. La question de la réception de l'œuvre à travers le XVIIe et le XVIIIe siècle manque cependant à  l'analyse, et ne permettent pas de trancher de manière certaine sur l'origine, savante ou dilettante, érudite ou lettrée, du lectorat.
Un dernier type de comparatisme s'observe de manière transversale dans le texte de Laurens : il s'agit des comparaisons avec les modes de pensée postérieurs, en particulier celui des Lumières, qui permet de cerner précisément à quel moment de l'histoire intellectuelle se situe telle ou telle remarque de d'Herbelot. Sa critique de la religion musulmane n'est pas, comme elle le sera au XVIIIe siècle, une critique voilée ou ouverte de toutes les religions, mais une critique catholique sincère de la religion adverse.

## La figure de l'humaniste érudit catholique

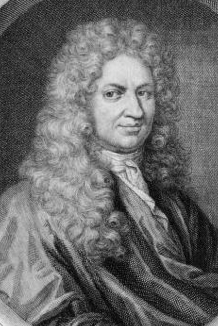
Barthélemy d'Herbelot de Molainville

### Une figure qui s'impose progressivement au long du texte
De fait, le principal objet de démonstration, annoncé dans l'introduction, n'est défini que peu à peu au cours du texte et alimente chaque partie sans être traite spécifiquement dans l'une ou l'autre : il s'agit de la figure de l'humaniste catholique du XVIIe siècle. Déjà, la partie biographique initiale soulignait le thème de la piété de d'Herbelot et de son attachement à la religion catholique dès son enfance.
Le thème s'affirme avec l'aspect littéraire du dictionnaire, typique selon Laurens d'un travail d’humaniste : « Loin d’être exégèse et analyse conceptuelle ou historique du monde oriental, elle est illustration et traduction de sa littérature, d’où la prolifération des récits et des anecdotes » (p. 70).
C'est sur la question de l'islam que les formulations les plus claires apparaissent : « [d’Herbelot] appartient pleinement au XVIIe siècle catholique, et ses critères de jugement sont plus religieux (négatifs) et culturels (positifs) que politiques et sociaux » [p. 78]. Il y a donc deux dimensions à cet humanisme, corrélées avec force dans la démonstration de Laurens : l'aspect religieux qui fait une critique éclairée d'une religion, l'islam, au nom d'une religion catholique dont la force de persuasion est en déclin ; et l'aspect classique qui aime à cataloguer les grandes civilisations concurrentes de l'Europe.
Quelles en sont ses sources ? Elles nous sont données dans sa très succincte bibliographie : Laurens établit une synthèse entre Paul Hazard et sa Crise de la conscience européenne (1935), et Des humanistes aux hommes de sciences: XVIe et XVIIe siècles de Robert Mandrou (1973).

### Laurens et la recherche des repères de l'histoire intellectuelle française
Pourquoi cet attachement de Laurens a une telle figure ? C'est qu'elle est nécessaire au projet intellectuel spécifique à Henry Laurens de retracer l'histoire de l'orientalisme français et se place logiquement avant le critique libertin des Lumières et l'orientaliste scientifique dont Sylvestre de Sacy est le prototype. Rappelons que la publication de la Bibliothèque orientale en 1697, concomitant de celle des Mille et Une Nuits de Galland, constitue la borne initiale de son œuvre transversale sur Les Origines intellectuelles de l'expédition d'Égypte : l'orientalisme islamisant en France (1698-1798)|Origines intellectuelles de l'expédition d'Égypte.
C'est la une des forces d'Henry Laurens : tracer des repères clairs dans les trois siècles de connaissances accumulées sur l'Orient pour le lecteur du XXe siècle, et bâtir son œuvre d'historien à partir des repères ainsi définis. Cette monographie sur la Bibliothèque orientale de Bartelemi d'Herbelot n'est donc pas chez lui une analyse érudite mais bien plutôt la partie intégrante d'une synthèse.
Galland et d'Herbelot deviennent ainsi des figures clés de cet orientalisme français, tous deux s'imposant comme des références par la nouveauté radicale des matériaux historiques et littéraires qu'ils mettaient à la disposition du lecteur français. La préface de Galland, qui avait collaboré activement au projet de la Bibliothèque orientale, est d'ailleurs qualifiée de « véritable manifeste de l’orientalisme » [p. 26] et analysée avec soin.

## Éditions
- Aux sources de l'orientalisme : la Bibliothèque orientale de Barthélemi d'Herbelot, Paris, Maisonneuve et Larose, coll. « Publications du Département d'Islamologie de L'Université de Paris-Sorbonne », janvier 1978, 102 p. (ISBN 2706806605 et 978-2706806605).